# Жебреи
Жебреи — деревня в Пермском районе Пермского края. Входит в состав Фроловского сельского поселения.

## Географическое положение
Расположена на левом берегу реки Сылва примерно в 35 км к востоку от административного центра поселения, села Фролы, и в 37 км к юго-востоку от центра города Перми.

## Население
| 2008 | 2010 |
| ---- | ---- |
| 349  | ↘338 |

## Улицы[2]
- Архитектурная ул.
- Береговая ул.
- ул. Ветеранов
- Зелёная ул.
- ул. Мира
- Молодёжная ул.
- 2-я Молодёжная ул.
- Набережная ул.
- Нагорная ул.
- Никулинская ул.
- Полевая ул.
- Советская ул.
- Степная ул.
- ул. Строителей
- Уральская ул.
- Центральная ул.
- Школьная ул.
- Школьный пер.

## Топографические карты
- Лист карты O-40-78 Серга. Масштаб: 1 : 100 000. Состояние местности на 1983 год. Издание 1984 г.